# اشتراكية ثورية
الاشتراكية الثورية هي مصطلح يشير إلى الاتجاهات الاشتراكية التي تدعو إلى الحاجة إلى التغيير الاجتماعي من خلال ثورة من قبل الحركات الجماهيرية للطبقة العاملة، كاستراتيجية للوصل إلى المجتمع الاشتراكي. يستخدم هذا المصطلح من قبل التيارات الاشتراكية والشيوعية لوصف الاتجاه المقابل للديموقراطية الاشتراكية (الإصلاحية)، والتي تدعو إلى التغيير التدريجي كوسيلة لتحقيق الاشتراكية أو على الأقل تخفيف الرأسمالية، وبما أنها تؤمن بمشاركة الجماهير، فهي على النقيض أيضاً من البلانكية، والتي تؤمن بمشاركة جماعة ثورية محدودة منظمة ومدربة إلى هذا التغيير.

## الأصول

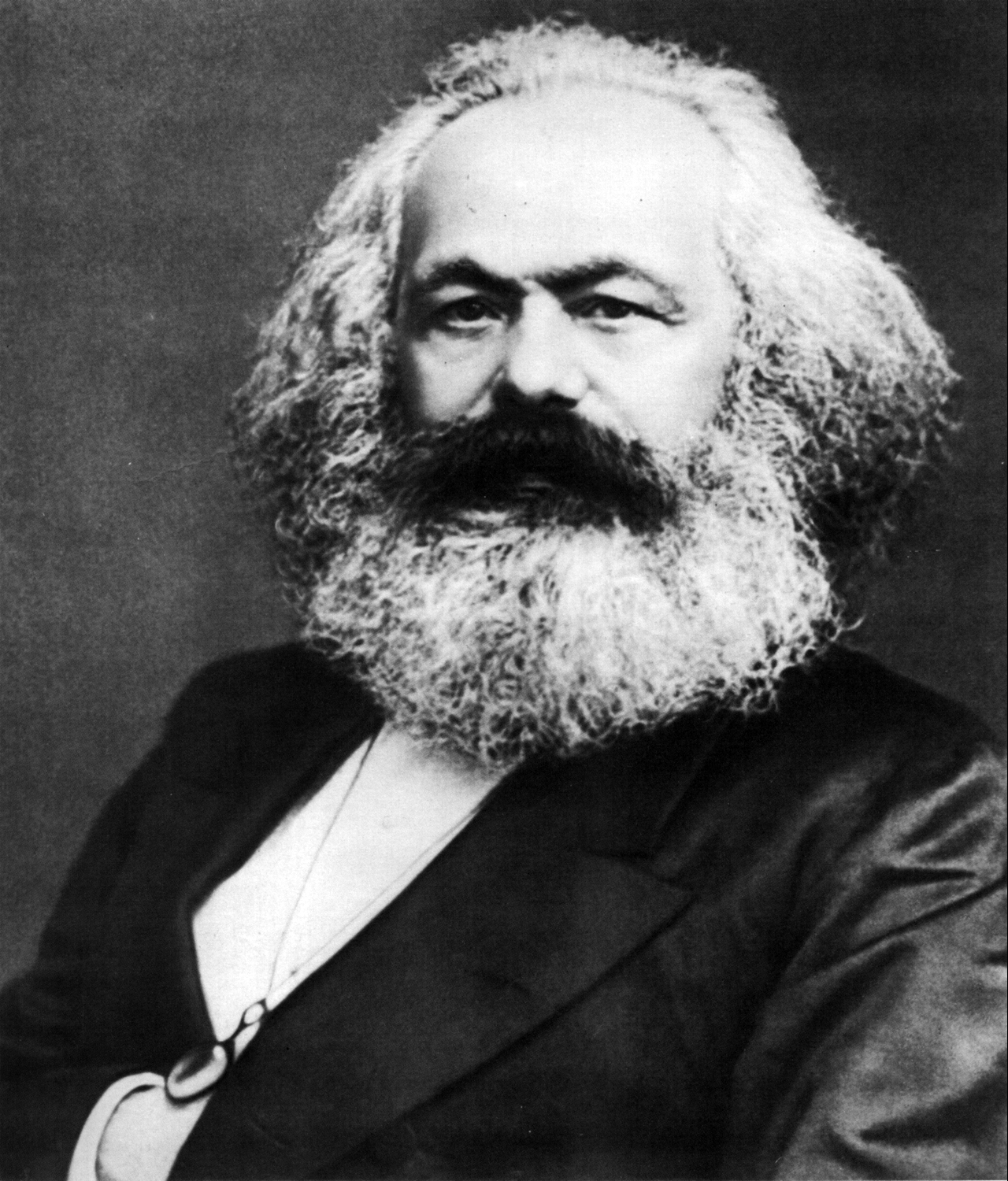
كارل ماركس، 1875

كتب كارل ماركس وفريدريك أنجلز في كتابهما، البيان الشيوعي، ما يلي:
ومع أنّ نضال البروليتاري ضد البرجوازية ليس قوميا في محتواه، فإنه يتّخذ في البداية الشكل القومي، ولا حاجة إلى القول إنّ على البروليتاريا في كل بلد أن تتخلص من برجوازيتها الخاصة.
أكد الباحثون أن مصطلح «الثورة» الذي استخدمه ماركس وإنجلز وأتباعهم، يشير إلى التغيير الشامل من الناحية الاجتماعية والاقتصادية، من خلال حركة جماهيرية كبيرة «الأغلبية الساحقة». (كما هو مبين في الاقتباس أعلاه). إلا أنهم زعموا، أنه إن لم تتعارض هذه التغيرات الثورية مع النخبة الحاكمة الحالية، فيمكن أن يتم تنفيذها بالطرق السلمية. وعلى النقض من استخدام تحرك الجماهير، تؤكد البلانكية على ضرورة الإطاحة بالنخبة الحاكمة في الحكومة بالقوة، عن طريق تنظيم محدود من النشطاء يهدفون إلى التغيير نحو الاشتراكية، لكنها تتجاهل بشكل عام مدى استعداد الجماهير الحقيقي نحو التحول إلى الاشتراكية، ومدى استعداد فئة معينة بشكل خاص.
أما النظرة الإصلاحية، فقد قدمت في الفكر الماركسي عن طريق أحد قادة الحزب الديموقراطي الاشتراكي في ألمانيا (SPD) ادوارد برنشتاين. وفي الفترة من 1896 إلى 1898، نشر برنشتاين سلسلة من المقالات بعنوان «مشاكل الاشتراكية» (بالألمانية: Probleme des Sozialismus). وقد أدت هذه الكتابات لمناقشة التحريفية في الحزب الديموقراطي الاشتراكي، ويمكن النظر إليها على أنها أصل التيار الإصلاحي داخل الماركسية.
في عام 1900، كتبت روزا لكسمبورغ سجالاً ضد موقف برنشتاين الإصلاحي واطلقت عليه الإصلاح الاشتراكي أو الثورة. ووضت لكسموبرغ أن أعمال الإصلاحات «لا يمكن أن تكون إلا في إطار الشكل الاشتراكي الذي خلقته الثورة الأخيرة». وأن ثورة اجتماعية هي شرط ضروري من أجل دفع المجتمع إلى الاشتراكية بدلاً من الرأسمالية:
وقد هاجم فلاديمير لينين موقف برنشتاين في كتيبه "ما الذي يجب فعله؟ (بالروسية: Что делать؟) عندما رفضت الأغلبية في الحزب الديموقراطي الاشتراكي الألماني وقتها افكار برنشتاين عند طرحها عليهم. وأكد مؤتمر الحزب الديموقراطي الاشتراكي عامي 1899 و1901 على رفض مذهب "إعادة النظر". ووصف مؤتمر 1903 هذا المذهب بالجهود الرجعية وندد به.

## في الحرب العالمية الأولى ومؤتمر زيمروالد
في 4 أغسطس، 1914، صوت أعضاء الحزب الديموقراطي الاشتراكي في الرايخستاج لميزانية الحرب، في حين كانوا الاشتراكيين الفرنسيين والبلجيكيين يؤيدون حكوماتهم علناً. اجتمع فلاديمير لينين وليون تروتسكي وكارل ليبكنخت وروزا لوكسمبورغ مع عددٍ من الماركسيين الأخرى ن المعارضين للحرب في مؤتمر زيمروالد في سبتمبر 1915. شهد هذا المؤتمر بداية لنهاية التعايش الصعب بين الاشتراكيين الثوريين والإصلاحيين في الأممية الثانية. اعتمد المؤتمر اقتراحاً لتروتسكي، لتجن عدم الانقسام الفوري للأممية الثانية. وقد رفض لينيين هذا الاقتراح قبل أن يوافق عليه في النهاية، مما ساعد في عدم الانقسام الفوري في صفوف الاشتراكيين المناهضيين للحرب.
في ديسمبر 1915، ومارس 1916، صوت ثمانية عشر ممثل ديموقراطي اشتراكي من مجموعة هاس-ليديبور ضد اعتمادات الحرب المالية، وتم على أثر ذلك طردهم من الحزب. أوضح ليبكنخت في كتابه الاشتراكية الثورية في ألمانيا عام 1916، أن وبالرغم من تصويت هذه المجموعة ضد اعتمادات الحرب، إلا أنها لم تكن مجموعة اشتراكية ثورية، قبل أن يشرح تعريفه الخاص للاشتراكية الثورية وما يقصد بها.

## الثورة البلشفية عام 1917 وما بعدها
يعتبر العديد من الاشتراكيين الثوريين أن الثورة الروسية في أكتوبر 1917 بقيادة لينين وتروتسكي، قامت على نموذج الاشتراكية الثورية الذي يصاحبه تحرك للأغلبية الساحقة من الجماهير. فيما تصور ثورة أكتوبر شعبياً على انها انقلاباً عسكرياً أو تمرد محدود، على غرار نموذج البلانكوية.
يرى الاشتراكيون الثورين، وخصوصاً التروتسكيين، أنا سيطرة البلاشفة على السلطة كوسيلة لتمثيل جماهير العمال والفلاحين، ومن خلال وضع رغبات الجماهير في قوة منظمة، وهي الحزب الثوري. ويذهب الاعتقاد الماركسي أن لينين لم يرغب بالوصول إلى السلطة، حتى شعر أن الغالبية من السكان، ممثلةً في السوفييت، قد بدأت تطالب بإحداث تغيير ثوري، وأنها لم تعد تؤمن بحل حكومة ألكسندر كيرينسكي الإصلاحي، التي أنشئت في وقتٍ سابق بعد ثورة شباط 1917.
يرى الماركسيينن حقيقة فوز البلاشفة (متحالفاً مع ثوار اليسار الاشتراكي) بأغلبية في البرلمان السوفيت -الهيئات المنتخبة ديموقراطياً- والتي عقدت في وقت ثورة أكتوبر، يرى أنها دليل على شعبية البلاشفة ودعم الأغلبية الساحقة من المجتمع الروسي من جماهير العمال والفلاحين والجنود لهم.
وقد ذكر تروتسكي في كتابة الدروس المستفادة من أكتوبر، الذي نشر في 1923، أن وبالرغم من وجود القوة العسكرية لدى البلاشفة قبل ثورة أكتوبر، إلا أنهم لم يستخدموا هذه القوة قبل كسبهم للدعم الجماهيري.
انحاز قطاع كبير من الجنود إلى الصفوف الثورية، وتبعوا قيادة الحزب البلشفي بعد ماعرف «بأيام يوليو» في عام الثورة، وأنشئت اللجنة العسكرية الثورية بقيادة تروتسكي في أكتوبر لقيادة الجنود.
لم يبدأ تروتسكي في حشد هذه اللجنة العسكرية الثورية للاستيلاء على السلطة الا مع انعقاد برلمان عموم روسيا الثاني لنواب العمال والجنود السوفيت، والذي بدأ في 25 أكتوبر، 1917.
تأسست الأممية الثالثة بعد الثورة الروسية بعاميين. عرفت هذه الأممية على نطاق واسع بالشيوعية، بينما كانت الاشتراكية الثورية في تعريفها الرسمي.
استخدمت التروتسكية في أوروبا الغربية مصطلح الاشتراكية الثورية بالرغم أنبثاقها من الأممية الشيوعية في مرحلة ما بعد 1924. على سبيل المثال، صدر العدد الأول من الصحيفة التروتسكية الطليعة في عام 1932، ونشرت افتتاحية بعنوان الاشتراكية الثورية ضد الإصلاحية. وتعرف اليوم العديد من الجماعات التروتسكية الاشتراكية الثورية على أنها مقابلة للإصلاحية، بالإضافة لاعتبارهم أنفسهم «اشتراكيون ثوريون».
تصنف اللكسمبورغية نفسها بالاشتراكية الثورية.
وقد وصف بعض الثوريون من خارج التقليد الماركسي، أمثال الاشتراكيين التحرريين أنفسهم كاشتراكيين ثوريين.